# 弗里德里希·荷爾德林
约翰·克里斯蒂安·弗里德里希·荷爾德林（德語： Johann Christian Friedrich Hölderlin，1770年3月20日—1843年3月7日），德國浪漫派诗人、唯心主义哲学家。他将古典希腊诗文移植到德语中。其作品在20世纪才被重视。
他与黑格尔和谢林曾在图宾根的新教神学院同窗，互为好友。

## 生平
荷尔德林生于士瓦本地区诸侯国符腾堡的内卡河畔劳芬。他的父亲名叫海因里希·弗里德里希·荷尔德林。母亲名为约翰娜·克里斯蒂亚娜·海恩。有一妹妹海茵莉凯。1772年，父亲过世。母亲随后嫁给了一名来自尼尔廷根的商人。荷尔德林与继父的关系相当好。他在尼尔廷根接受教育，他还学习了如何演奏钢琴和笛子。由于其母的宗教虔诚，希伯来语、拉丁语、希腊语、修辞、辩证等科目都在他的学习范围之内。通过阅读，他着迷于古希腊文化。1784年，15岁的荷尔德林开始创作诗歌。1786年，陷入初恋，但遭到拒绝，对其诗歌创作也造成了影响，不过之后还是订婚了。1788年，入读图宾根新教神学院。在学院中，荷尔德林与黑格尔相识，并曾偷偷阅读当时还不被公认的康德的作品。是年冬天，他加入了图宾根的诗歌团体。1789年，由于经济问题，荷尔德林与未婚妻的婚约遭取消。这年，人权和公民权宣言的发表造成了轰动，荷尔德林和神学院的学生也受到了影响。符滕堡公爵对此进行了压制，荷尔德林因对师长不敬受到学校处罚。
1793年，他拜会了席勒，随后通过席勒认识了歌德。这期间，他通过担任家教获取收入。1797年，诗作《许佩里翁》第一卷發表。之后他着手翻译索福克勒斯的作品。1805年左右，荷尔德林的精神状况出现了问题。1806年入住奥藤列斯诊所接受治疗，他被迫带上面具，以免发出尖叫。1807年出院，移居内卡河边的一处住所，由房东恩斯特·齐默一家人照料起居，直至数十年后他去世为止。